# 영인산
영인산(靈仁山)은 충청남도 아산시 영인면에 있는 산이다. 영인산은 예로부터 산이 영험하다 하여 영인산이라 부르고 있고 정상에 백제 시대의 석성으로 추정되는 영인산성이 위치하고 있다. 산 정상에 서면 서해바다, 삽교천, 아산만방조제와 아산시가지를 한눈에 볼 수 있다. 또한 영인산 자연휴양림이 있다.

### 봉우리
닫자봉, 깃대봉, 연화봉, 신성봉(영인산), 상투봉이 자리를 차지하고 있다.
- 닫자봉(275m)
- 깃대봉(351m)
- 연화봉(335m)
- 신성봉(364m)
- 상투봉(299m)

## 사진

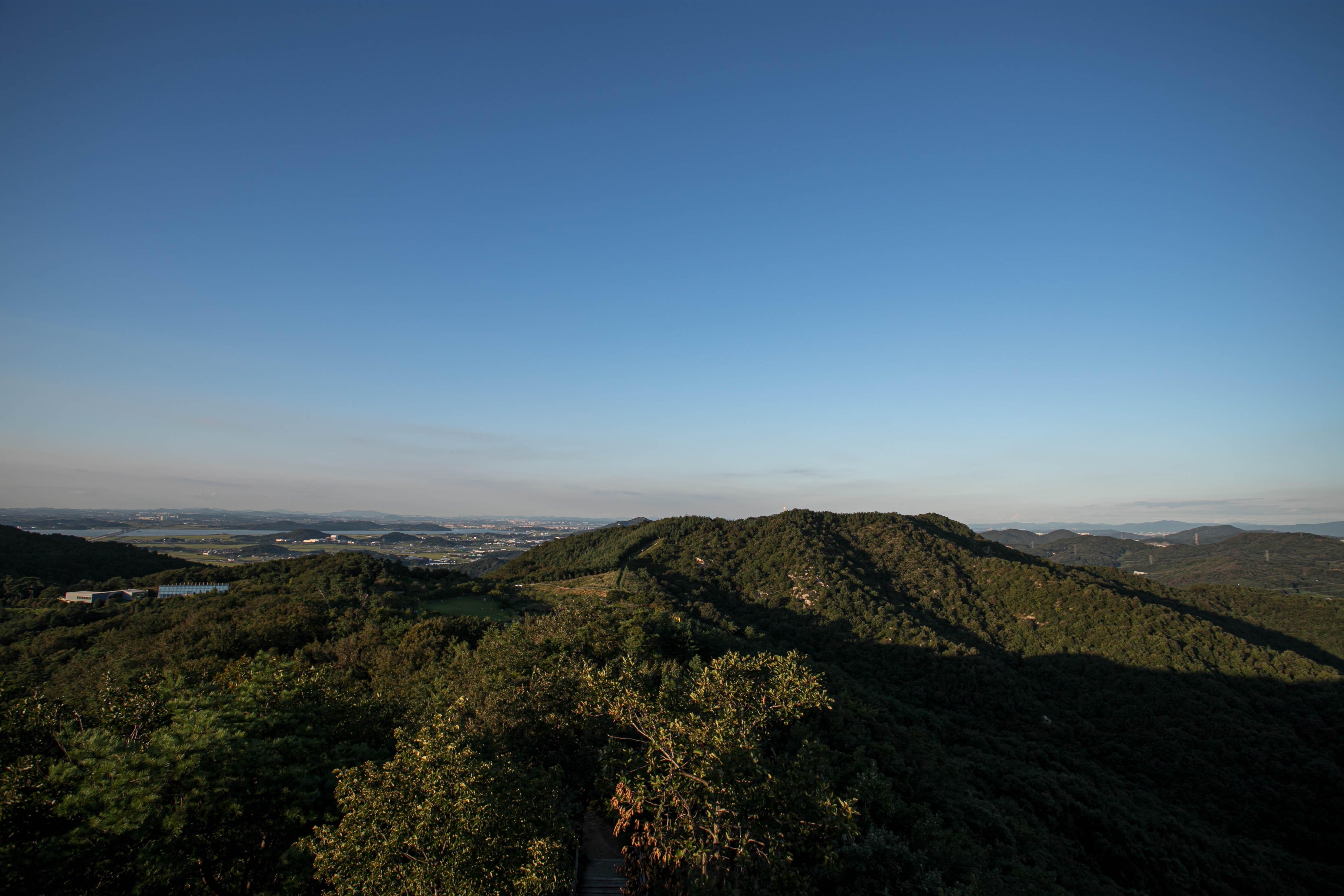
영인산수목원방향
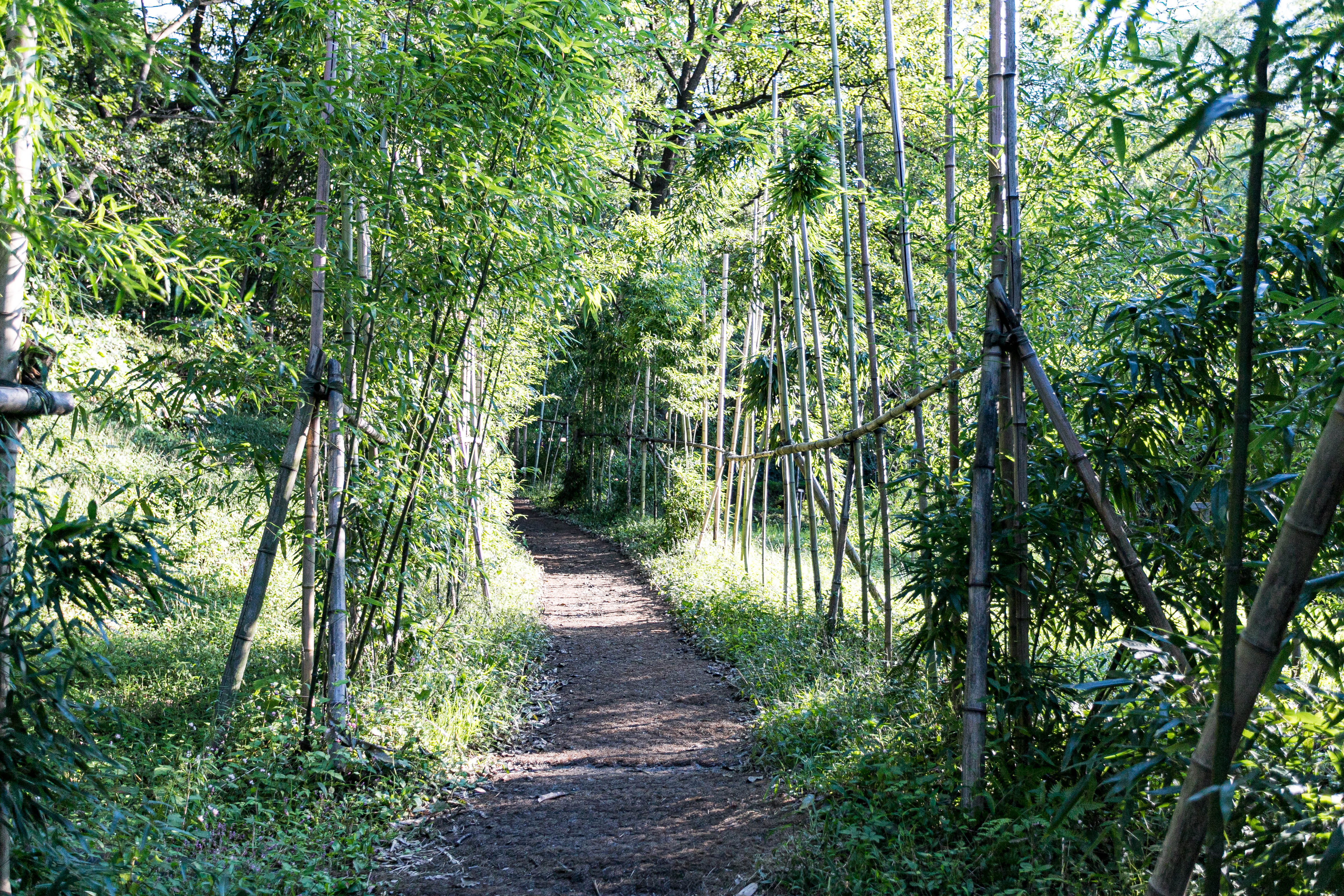
영인산산책로
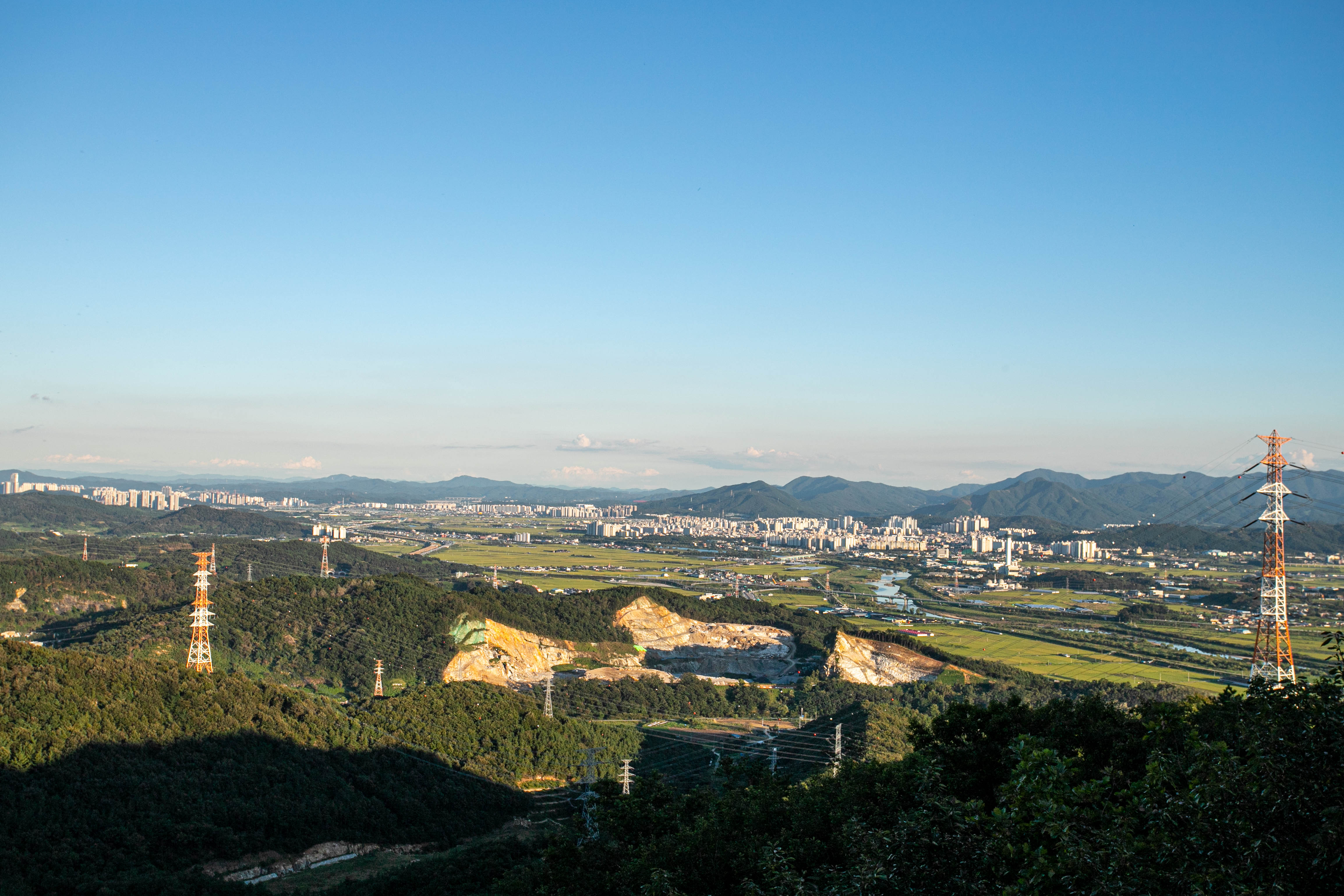
상투봉에서의아산시전경
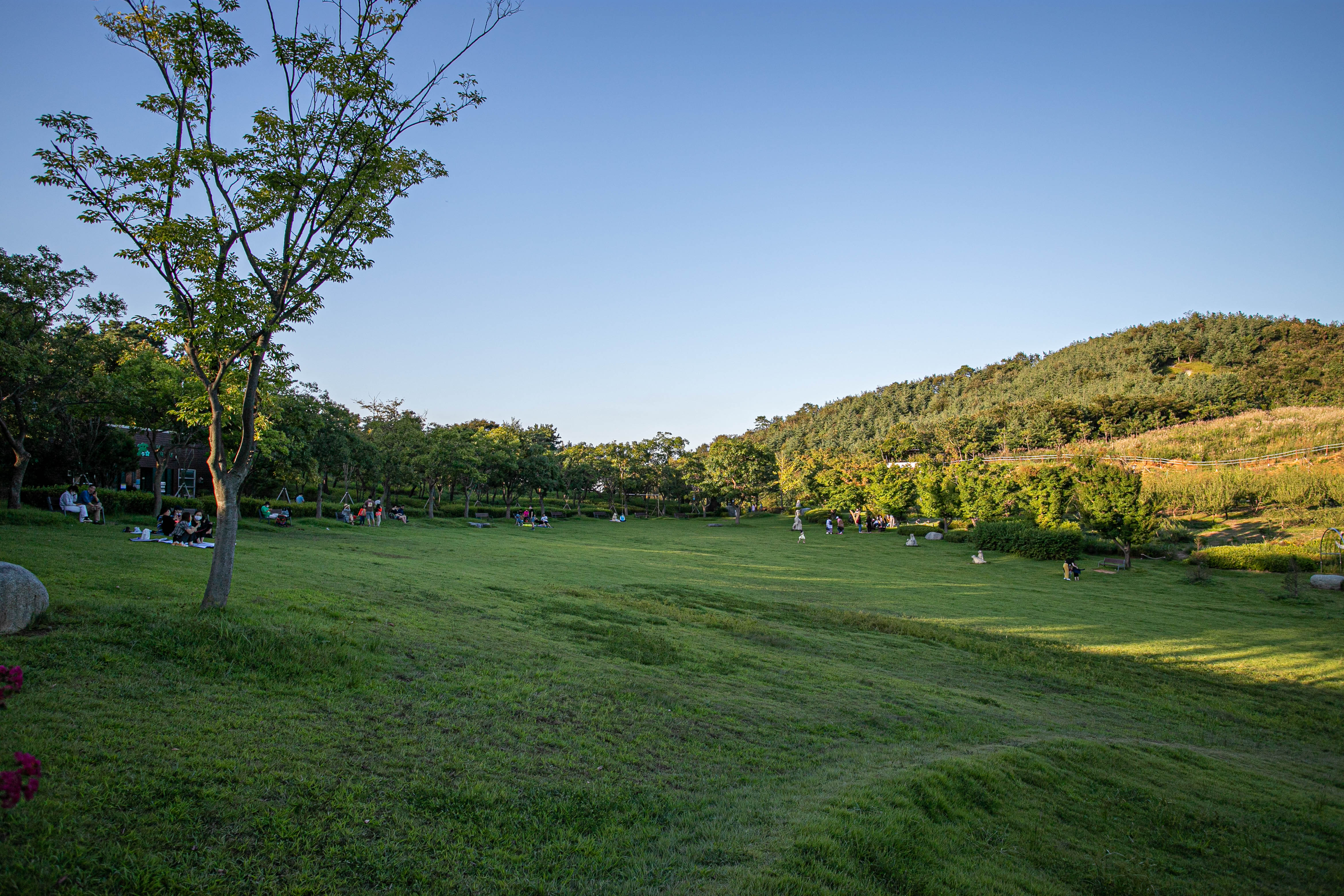
영인산잔디광장
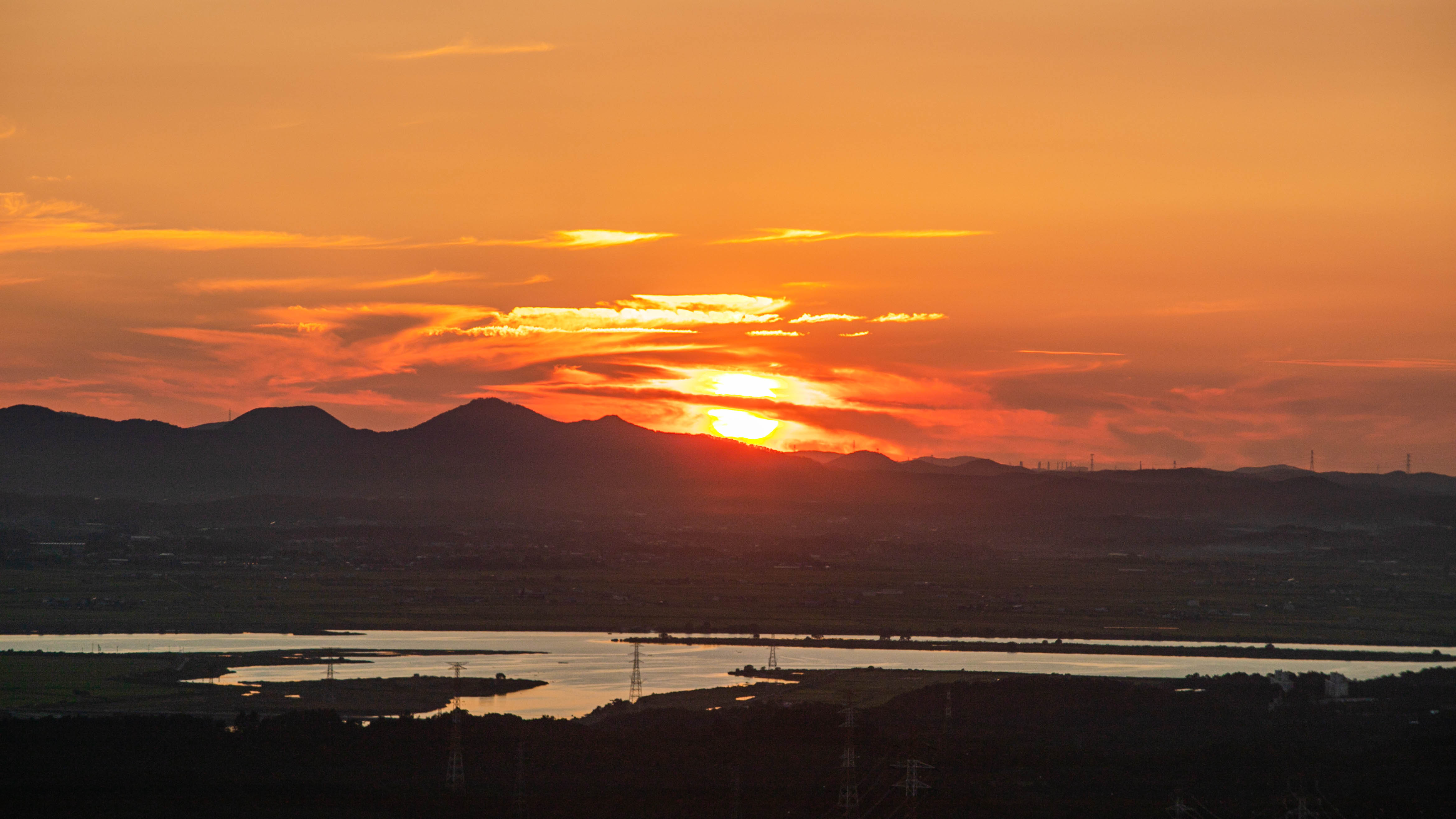
영인산에서바라본석양
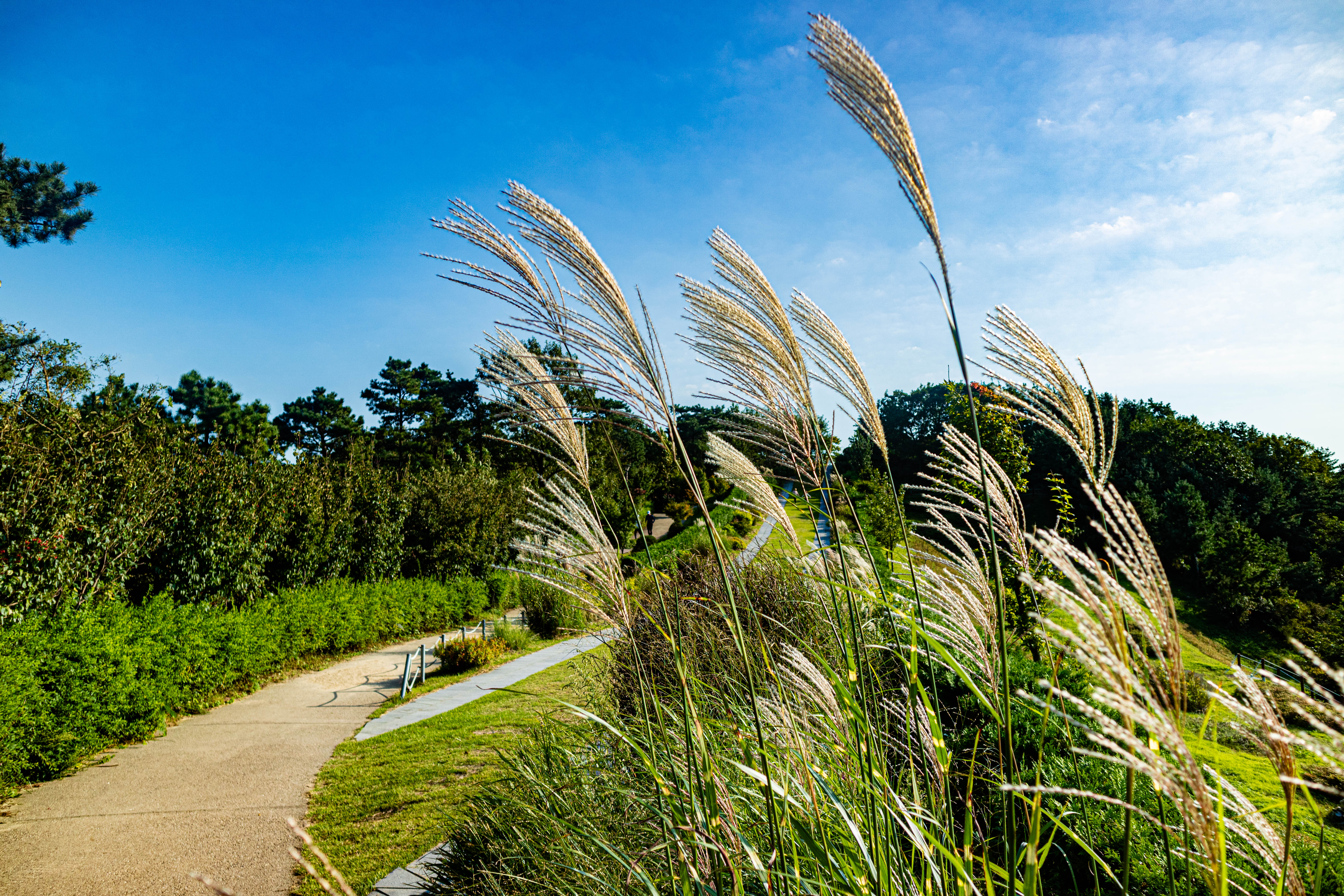
영인산등산로
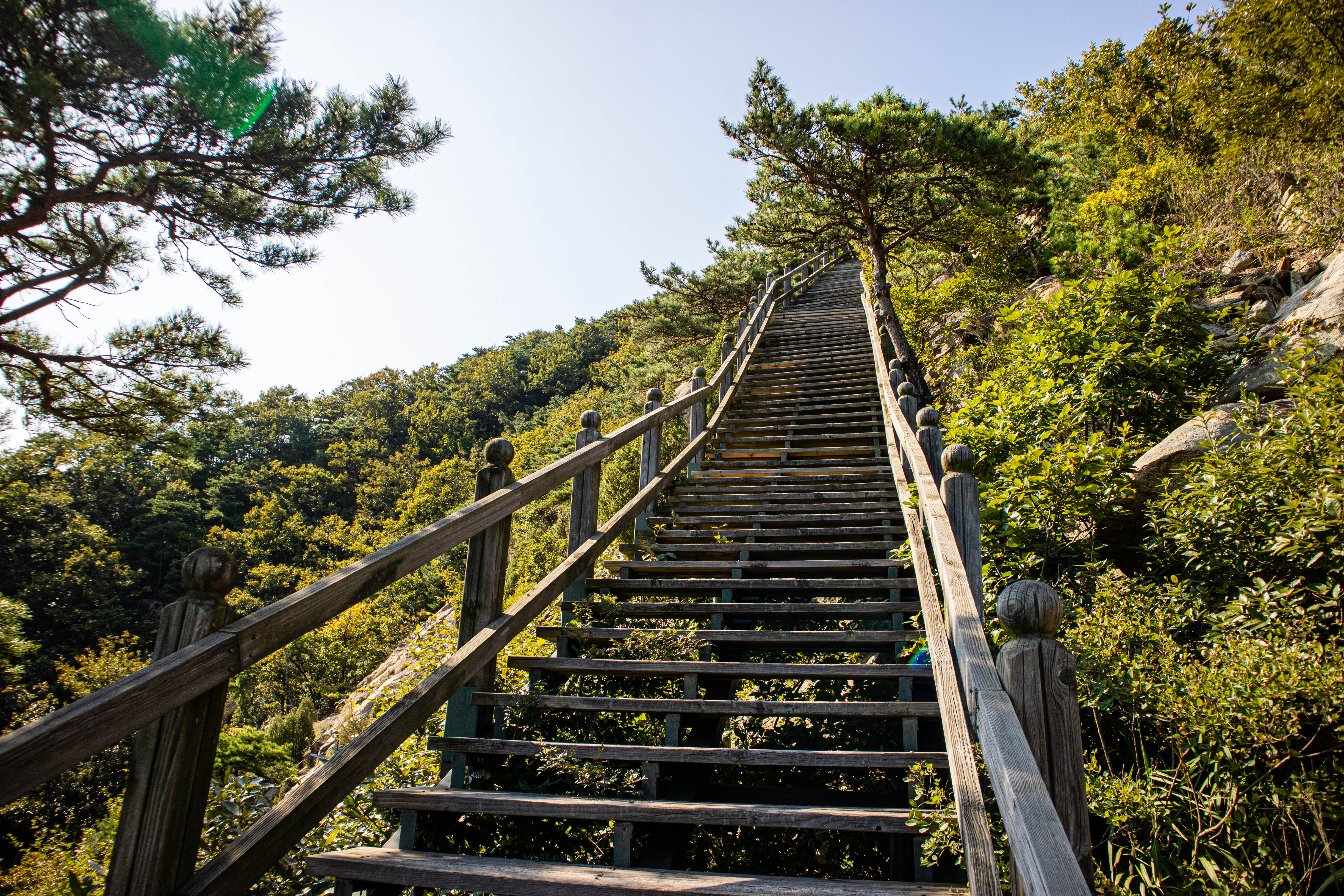
영인산성등산계단
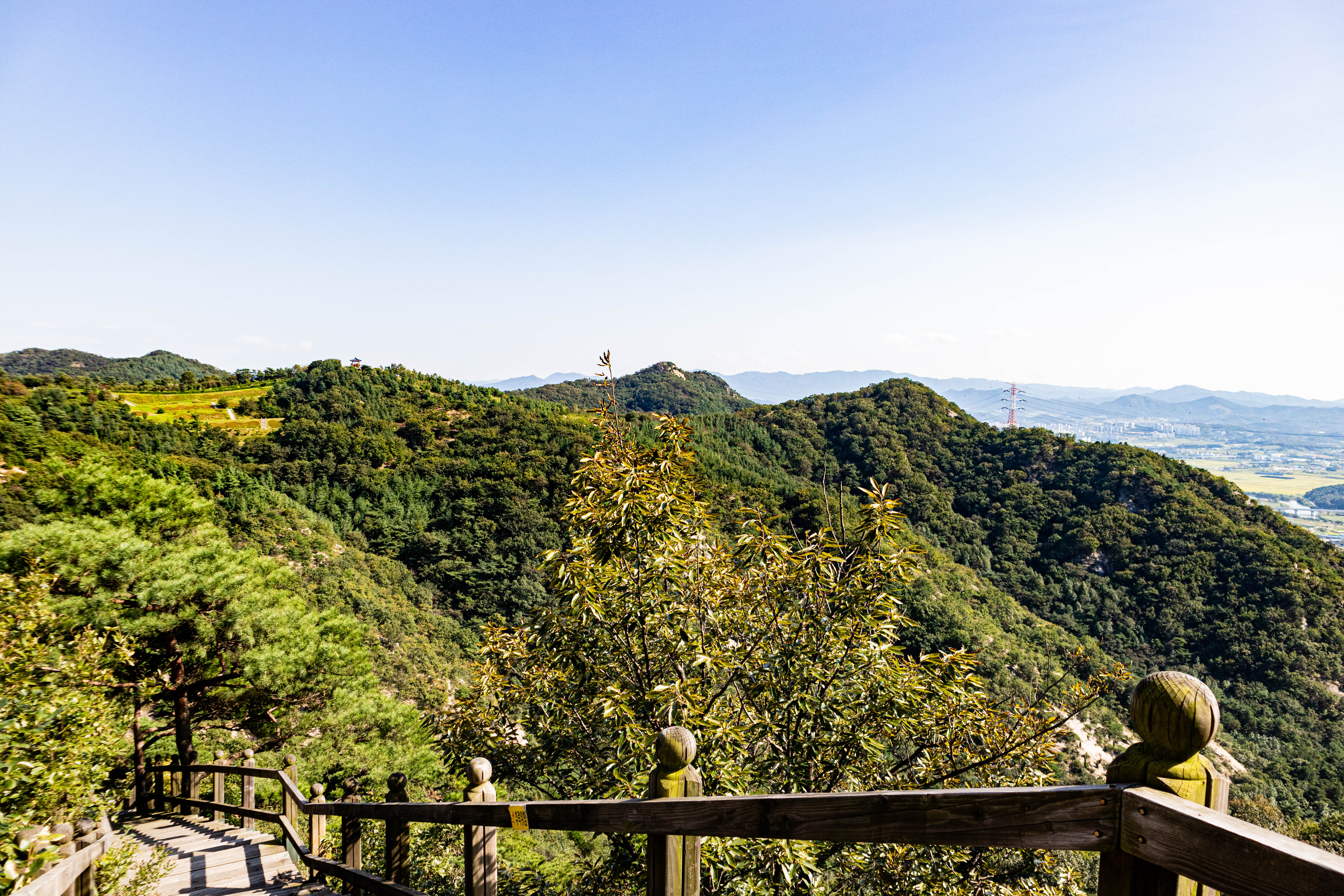
영인산경관
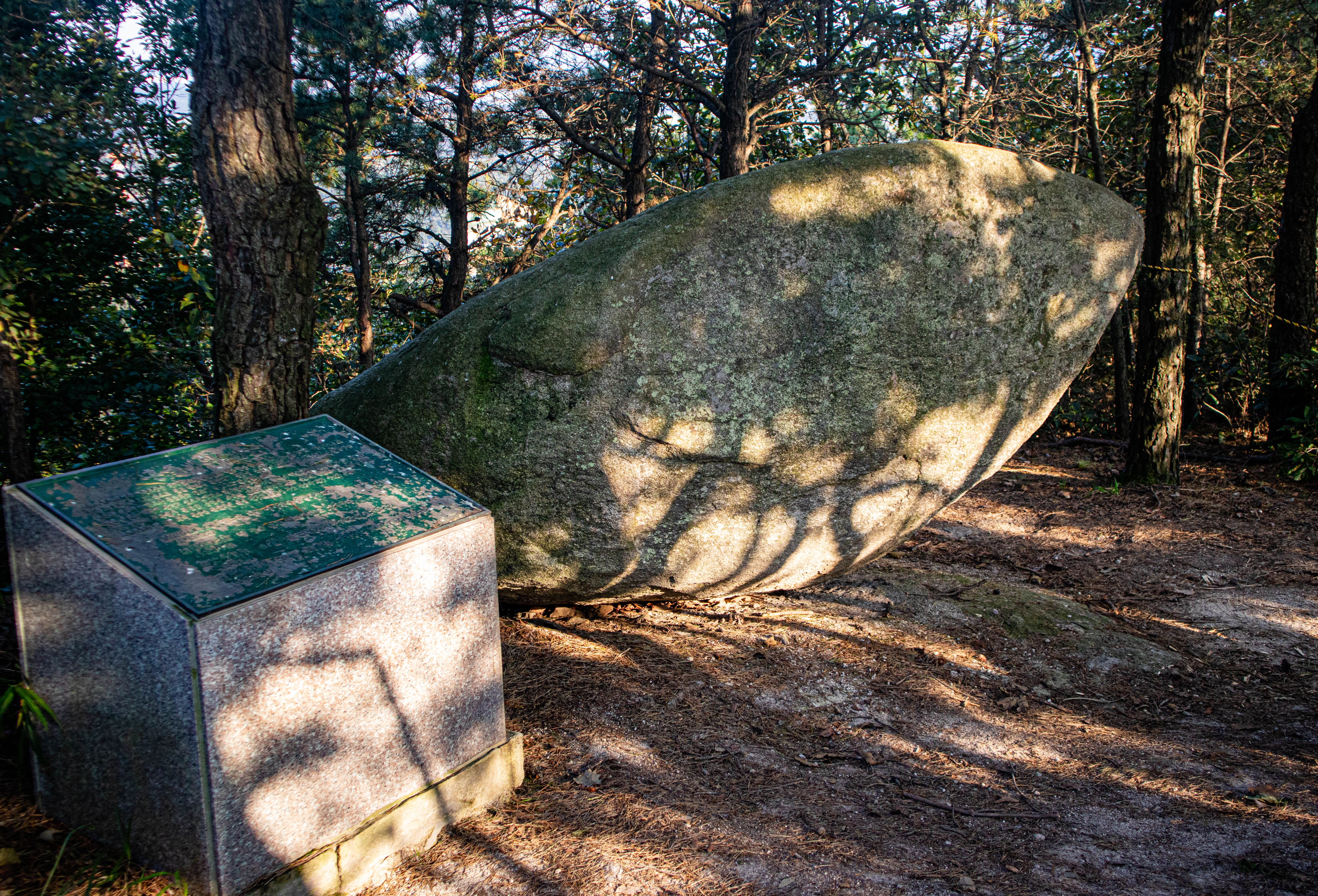
상투봉정상부근흔들바위
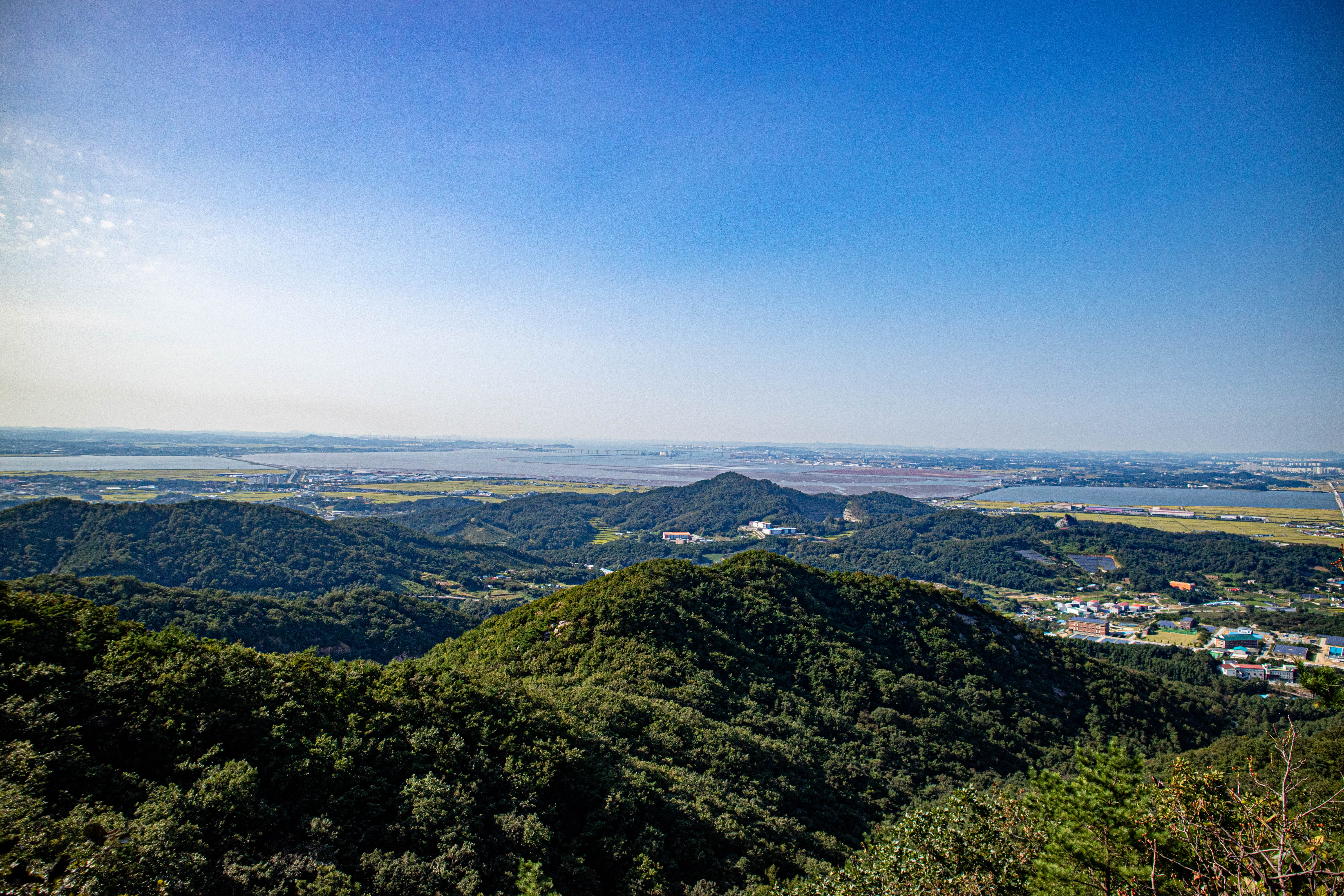
신성봉정상의서해지역

## 같이 보기
- 한국의 산